# Bolesław Mackiewicz
Bolesław Mackiewicz (ur. 18 kwietnia 1942 w Jakubowcach, zm. 6 grudnia 2005) – polski zapaśnik, specjalista stylu klasycznego, wicemistrz świata, również judoka.
W czasie kariery zapaśniczej występował w klubach Unia Racibórz i Pafawag Wrocław. Na mistrzostwach świata w 1965 w Tampere zdobył srebrny medal w wadze półciężkiej (do 87 kg) – pierwszy medal mistrzostw świata w historii polskich zapasów w stylu klasycznym. Wystąpił również na mistrzostwach Europy w 1967 w Mińsku.
Był mistrzem Polski w wadze do 87 kg w 1965, a także wicemistrzem w wadze do 79 kg w 1963 i w wadze do 100 kg w 1974.
Jako judoka występował w Gwardii Wrocław. Był mistrzem Polski w wadze ciężkiej w 1965 oraz brązowym medalistą w kategorii open w 1972.